# Lake Dunmore
Der Lake Dunmore, früher auch Trouts Pond (dt.: „Forellensee“, nach einer hier oft geangelten Fischart) ist ein See am Westrand der Green Mountains in Addison County im US-Bundesstaat Vermont. Der See liegt am Fuß des Mount Moosalamoo am Rande des Green Mountain National Forest. Der See ist touristisch erschlossen und wird in erster Linie im Sommer auch so genutzt. Im Süden des Sees, getrennt durch einen schmalen Isthmus, befindet sich – ohne Verbindung zum Lake Dunmore – der kleinere Fern Lake.
Lake Dunmore ist ein Überbleibsel des in der letzten Eiszeit entstandenen Champlainmeeres: eine eiszeitliche Vertiefung im Boden, die durch den Sucker Brook und eine Vielzahl kleiner, namenloser Zuflüsse aus den angrenzenden Bergen mit Wasser gefüllt wird. Der Abfluss in den Leicester River wird durch einen künstlichen Damm geregelt.
Der See trägt seinen Namen nach einem Gouverneur der Kolonie New York, dem Earl of Dunmore, der 1770 und 1771 amtierte und in dieser Zeit einige Landstücke zur Besiedlung verkaufte. Lake Dunmore lag auf einem dieser Landstücke. Spätestens seit dem Beginn des 20. Jahrhunderts wird der See touristisch genutzt. Im Zeitraum von etwa 1900 bis in die 1930er Jahre betrieb der deutschstämmige Oscar F. Schroeder auf dem See einen Ausflugsverkehr mit seinem Dampfboot Elise. Heute erschließen ein Campingplatz und ein Ferienhaus-Park das Ostufer des Sees. Sie werden von der Vermont State Route 53 an das Verkehrsnetz angeschlossen. Der Branbury State Park, ein Landschaftsschutzgebiet der Vermonter Behörden, und der im Osten anschließende Green Mountain State Park sichern die touristische Erschließung.